# Formica mucescens
Formica mucescens es una especie de hormiga del género Formica, familia Formicidae. Fue descrita científicamente por Wheeler en 1913.
Se distribuye por los Estados Unidos. Se ha encontrado a elevaciones de hasta 2667 metros. Vive en microhábitats como rocas, piedras y montículos de hierba.